# (2153) Akiyama
(2153) Akiyama est un astéroïde de la ceinture principale.

## Description
(2153) Akiyama est un astéroïde de la ceinture principale. Il fut découvert le 1er décembre 1978 à Harvard par l'observatoire de l'université Harvard. Il présente une orbite caractérisée par un demi-grand axe de 3,13 UA, une excentricité de 0,15 et une inclinaison de 1,2° par rapport à l'écliptique.

## Nom
(2153) Akiyama a été nommé en mémoire de Kaoru Akiyama (1901-1970), professeur d'astronomie à l'Université Hōsei de Tokyo. En effet, la Citation de nommage indique :

« Nommé en mémoire de Kaoru Akiyama (1901-1970), professeur à l’Université Hōsei, Tokyo, en 1930-1940 et 1949-1970, bien connu pour ses travaux sur les planètes mineures. Initialement en collaboration avec Kiyotsugu Hirayama, il a réalisé la première étude détaillée de l'orbite de l'objet de commensurabilité 3/2 (153) Hilda. Nom proposé par Kōichirō Tomita. »

— Minor Planet Circular 5014

## Compléments